# Ghulam Qadir

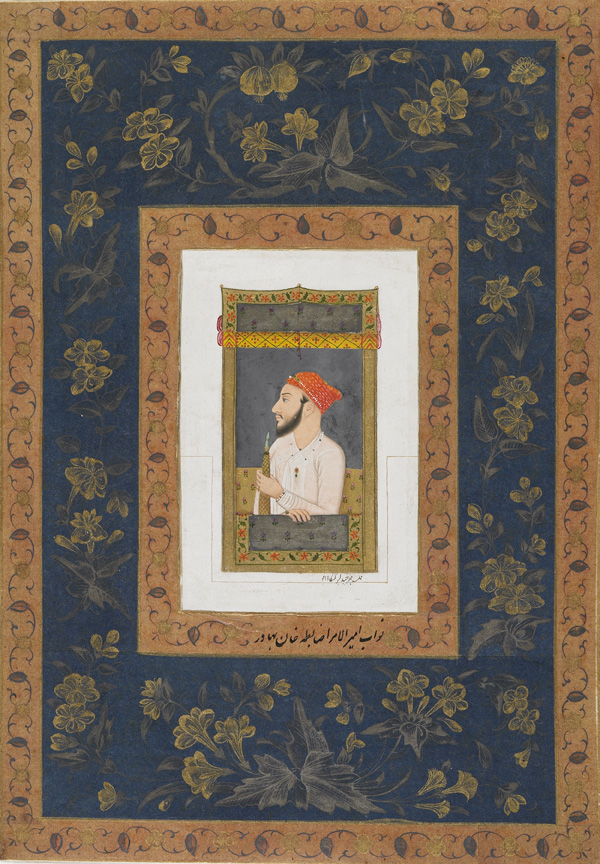
Porträt von Zabita Khan, dem Vater von Ghulam Qadir.

Ghulam Qadir (G̲h̲ulām Ḳādir Rohilla; * nicht  bekannt; † 3. März 1789 in der Nähe von Meerut) war ein Anführer der afghanischen Rohilla zur Zeit des Mogulreichs. Er wurde insbesondere dadurch bekannt, dass er Shah Alam II. blendete.

## Leben
Ghulam Qadir war ein Sohn von Zabita Khan (Ḍābiṭa Ḵh̲ān). Zabita Kahn hatte nach dem Tod seines Vaters Najib-ud-Daula am 31. Oktober 1770 die Führerschaft über einen Zweig der afghanischen Rohilla übernommen.

### Gefangenschaft in Qudsiya Bagh
Nach mehreren Rebellionen der Rohillas ließ Shah Alam II. unter dem Marathaführer Mahadaji Shinde (Mahādd̲j̲ī Sindhiyā) einen Feldzug gegen Zabita Khan führen, bei dem der acht bis zehnjährige Ghulam Qadir als Teil der Familie von Zabita Khan am 24. Februar 1772 gefangen genommen wurde, während Zabita Khan selbst entkommen konnte.
Nach seiner Gefangennahme wurde Ghulam Qadir nach Delhi gebracht. Dort wuchs er in einem „goldenen Gefängnis“ auf. Shah Alam II. nannte ihn seinen Sohn (farzand) und gewährte ihm den Titel „Raushan-ud-Daula“. Der Mogulkaiser dichtete sogar über ihn. Manche dieser Gedichte sind erhalten. Teilweise wird aber auch berichtet, dass Ghulam Qadir während seiner Gefangenschaft kastriert worden sei. Dies wird von William Dalrymple mit dem Argument in Abrede gestellt, dass Ghulam Qadir in späteren zeitgenössischen Quellen als bärtig beschrieben wird.

### Plünderung des Roten Forts

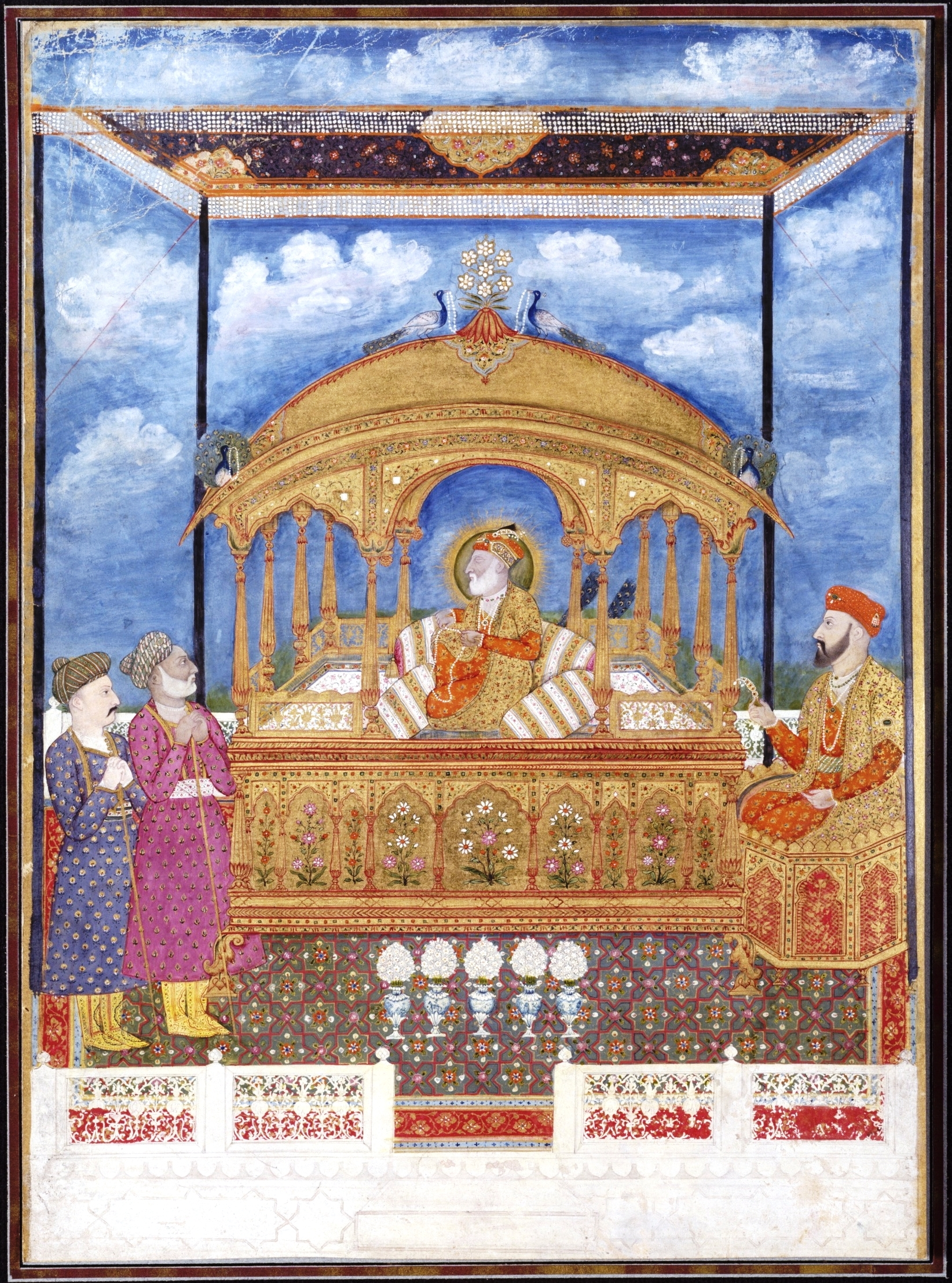
Shah Alam II. nachdem er von Ghulam Qadir geblendet wurde.

Nach dem Tod von Zabita Khan führte Ghulam Qadir – lange aus seiner Gefangenschaft befreit – die Rohillas. Ungefähr zwanzigjährig begann er einen Feldzug gegen Shah Alam II. Er campierte in Delhi und zog mit 2.000 Kämpfern vor das Rote Fort. Dort öffnete der Nazir gegen den Willen von Shah Alam II. die Tore des Forts und ließ Ghulam Qadir samt seiner Kämpfer ein. Auf diese Weise gelang es Ghulam Qadir das Rote Fort zu besetzen. Seine Besatzung dauerte vom 18. Juli bis zum 2. Oktober 1788 an. Während dieser Zeit setzte Ghulam Qadir am 30. Juli 1788 Shah Alam II. ab und Bedar Shah als neuen Mogulkaiser ein.
Ghulam Qadir führte im Roten Fort eine Schreckensherrschaft, während derer Shah Alam II. am 10. August 1788 geblendet und auch die übrigen Timuriden gefoltert wurden. Die Frauen des Harem sollen zu Tode gehungert und kaiserliche Prinzen ausgepeitscht worden sein. Später befreiten Truppen um Mahadaji Shinde und Begum Samru das Rote Fort und setzten Shah Alam II. wieder als Mogulkaiser ein.

### Flucht und Hinrichtung
Ghulam Qadir flüchtete mit seinen Truppen und wurde am 12. Dezember 1788 von den Soldaten der Begum Sumru in Meerut umzingelt. Ghulam Qadir gelang es aber mit 500 Reitern in der Nacht die Umzingelung zu durchbrechen. Während seines Ausbruchs verlor er jedoch sein Gefolge aus dem Blick und musste später in das Haus eines Brahmanen einkehren, der ihn erkannte. Mahadaji Shinde wurde darüber unterrichtet und ließ das Haus des Brahmanen umzingeln. Er nahm Ghulam Qadir am 18. Dezember 1788 gefangen und richtete ihn am 3. März 1789 nach schwerer Folterung hin. Seine Augäpfel und Ohren wurden zu Shah Alam II. geschickt.